# Нед Бантлайн
Нед Бантлайн (англ. Ned Buntline), настоящее имя Эдвард Зэйн Кэррол Джадсон (англ. Edward Zane Carroll Judson; 20 марта 1823, Стэмфорд, США — 16 июля 1886, там же) — американский журналист и писатель. Автор так называемых «десятицентовых романов» (dime novels) в жанре вестерн.

## Биография

### Военная карьера
Эдвард Джадсон родился в городе Стэмфорд в штате Нью-Йорк (США). Когда ему было одиннадцать лет, он сбежал на флот и стал юнгой. В тринадцать лет он стал гардемарином и участвовал в Семинольских войнах. Во время Гражданской войны он был призван в Первый нью-йоркский стрелковый полк и служил в чине сержанта, но был уволен за пьянство.

### Начало литературной карьеры
Первый рассказ Бантлайн опубликовал в 1838 году в журнале «The Knickerbocker». Несколько раз он пытался создать собственную газету, но эти попытки заканчивались неудачей. Первый успех ему принёс цикл рассказов о трущобах Нью-Йорка. Будучи сторонником нативизма, он поддерживал партию «Ничего не знаю». Свой псевдоним он взял в 1844 году (buntline — морской термин, по-русски бык-гордень).
В 1845 году разорился очередной журнал Бантлайна, и он бежал от должников. В Кентукки ему удалось захватить двух преступников, за что он получил вознаграждение в 600 долларов. В 1846 году в Нэшвилле он завёл роман с женой некоего Роберта Портерфилда. Портерфилд вызвал Бантлайна на дуэль и был убит. На суде брат Портерфилда выстрелил в Бантлайна и ранил его. В суматохе Бантлайн бежал. Позже его схватили и хотели линчевать, но он был спасён друзьями. Суд его оправдал.
Статьи Бантлайна послужили одной из причин бунта в нью-йоркском театре «Астор-плейс» (Astor Place Riot) в мае 1849 года, когда погибло двадцать три человека. В сентябре его приговорили к выплате штрафа в 250 долларов и к тюремному заключению сроком на один год. После выхода из тюрьмы он занялся сочинением сенсационных рассказов для еженедельных газет, что приносило ему доход в 20000 долларов в год. Во время президентских выборов 1884 года Бантлайн поддерживал республиканцев.

### Дикий Билл Хикок и Буффало Билл

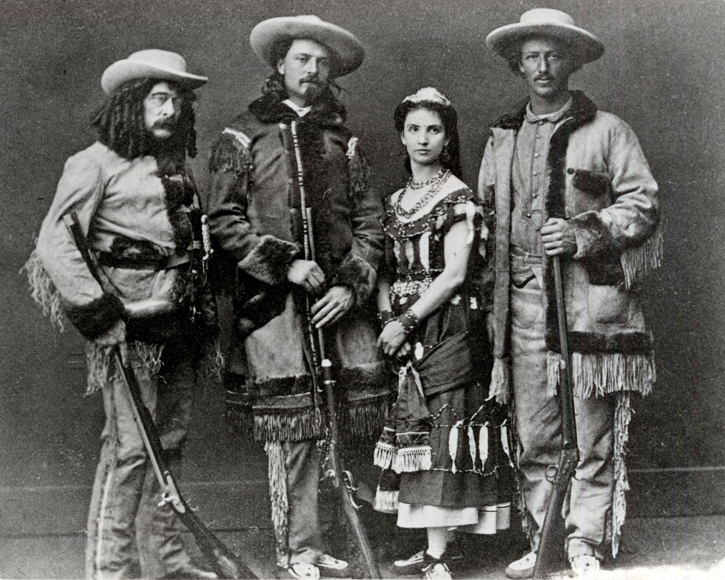
Нед Бантлайн, Буффало Билл, Джузеппина Морлакки, Техас Джек

Хотя Бантлайн много пил, он ездил по стране с лекциями о вреде алкоголизма. Во время одной из таких поездок по Небраске он сделал попытку познакомиться с героем Дикого Запада, стрелком и игроком Диким Биллом Хикоком. Бантлайн хотел написать о нём роман. Хикок пригрозил ему оружием и велел уезжать из города. Чтобы собрать информацию о Хикоке, Бантлайн стал искать его друзей и познакомился с охотником Уильямом Коди.
Бантлайн утверждал, что это он придумал для Коди прозвище «Буффало Билл», который под таким прозвищем стал героем романов Бантлайна, публиковавшихся в «New York Weekly» с декабря 1869 года. Сначала в романах Бантлайн Буффало Билл был просто другом Дикого Билла Хикока, но потом Бантлайн решил, что Буффало Билл более интересный герой. В 1872 году драматург Фрэнк Мидер на основе романов Бантлайна написал пьесу о жизни Коди. В декабре Бантлайн тоже написал пьесу о Коди под названием «Скауты прерий». Роли в пьесе сыграли Коди, ковбой и скаут Джон Омохундро по прозвищу Техас Джек, итальянская танцовщица Джузеппина Морлакки и сам Бантлайн. Несколько раз в представлении принимал участие шестилетний Карлос Монтесума — будущий индейский активист.
Коди сначала играл с неохотой, но затем ему понравилось. Премьера «Скаутов прерий» прошла в Чикаго в декабре 1872 года. Хотя критики разругали спектакль, он был успешен и прославил Коди. Спектакль послужил прототипом будущего «Шоу Дикого Запада».

### Поздние годы
Бантлайн продолжил писать «десятицентовые романы», хотя они уже не были так популярны. Он использовал псевдонимы капитан Хэл Декер, скаут Джек Форд и Эдуард Минтёрн. Он поселился в своём доме «Гнездо орла» в Стэморфде, где умер от сердечной недостаточности в 1886 году. Хотя он был одним из самых успешных писателей Америки, его жена была вынуждена продать дом, чтобы оплатить его долги.

## Бантлайн Спешиал
Согласно биографу Уайетта Эрпа Стюарту Лейку, сам Эрп, а также ещё четверо «законников» Дикого Запада — Бэт Мастерсон, Билл Тилгмэн, Чарли Бассет и Нил Браун — получили от Бантлайна в подарок по кольту. Стволы этих револьверов были длиной 12 дюймов (30 сантиметров), на деревянных ручках было вырезано имя «Нед», и поэтому они получили название «Бантлайн Спешиал». Но исследователи так и не нашли доказательств, что для Бантлайна было создано такое оружие.

## В кино
- «Буффало Билл» (1944), роль играет Томас Митчелл.
- «Буффало Билл и индейцы, или Урок истории от Сидящего Быка» (1976), роль играет Берт Ланкастер.